# 比容積
比容積（ひようせき）、または比体積、比容とは、単位質量の物質が占める容積のことである。国際単位系 (SI) では立方メートル毎キログラム（m3/kg）を単位として使用する。密度の逆数である。